# Chrysacris albovittatus
Chrysacris albovittatus är en insektsart som beskrevs av Li, Hongchang och Yonglin Chen 1988. Chrysacris albovittatus ingår i släktet Chrysacris och familjen gräshoppor. Inga underarter finns listade i Catalogue of Life.